# ستيفن وير
ستيفن وير (بالإنجليزية: Steven Weir)‏ (3 أكتوبر 1988 في المملكة المتحدة - ) هو لاعب كرة قدم بريطاني في مركز الهجوم. لعب مع نادي إيست فيف ونادي جنوب ملبورن ونادي ستيرلينغ ألبيون وArmadale Thistle F.C. ‏ وBroxburn Athletic F.C. ‏ ونادي اربوراث وHume City FC ‏ ونادي كاودينبيث لكرة القدم وBrunswick Juventus FC ‏ وPenicuik Athletic F.C. ‏ ونادي ليفينغستون لكرة القدم.

## وصلات خارجية
- ستيفن وير على موقع قاعدة بيانات كرة القدم.إي يو (الإنجليزية)
- ستيفن وير على موقع قاعدة بيانات كرة القدم.إي يو (الإنجليزية)
- ستيفن وير على موقع Soccerbase.com (لاعب) (الإنجليزية)